# Royaume-Uni au Concours Eurovision de la chanson 1990
Le Royaume-Uni était représenté au Concours Eurovision de la chanson 1990 par la chanteuse Emma avec la chanson "Give a Little Love Back to the World". Elle a été choisi dans le cadre du processus de sélection nationale dans l'émission A Song for Europe et s'est classé sixième à l'Eurovision, recevant 87 points.

## Sélection

### A Song for Europe 1990
Les huit chansons en lice pour représenter le Royaume-Uni ont été présentées lors du Talk-show de Terry Wogan, Wogan sur BBC1. Deux chansons ont été présentées lors de chacune des quatre émissions entre le 21 et le 28 mars. Les chansons ont également été diffusées dans divers programmes sur BBC Radio 2.
Une émission distincte des résultats a été diffusée sur BBC1 le même soir. La finale et l'émission des résultats ont été diffusées simultanément sur BBC Radio 2, toutes deux commentées par Ken Bruce.

#### Finale
L'édition 1990 de A Song for Europe a eu lieu le 30 mars au Studio 1 du BBC Television Centre, à Londres animée par Terry Wogan sur BBC1. Le BBC Concert Orchestra (en), sous la direction de Alyn Ainsworth en tant que chef d'orchestre a accompagné toutes les chansons, mais malgré le fait qu'il se soit produit en direct, l'orchestre était hors écran, derrière le plateau. Pour la troisième année consécutive, la BBC a invité un panel pour commenter chacune des chansons. Le panel était composé de Gloria Hunniford, Tim Rice, Cathy McGowan et Carl Davis.
Comme au cours des deux dernières années, un vote téléphonique national a décidé du résultat du concours. Emma a gagné avec 97 625 appels contre 38 966 pour John Miles.
| Ordre | Artiste            | Chanson                                | Auteur(s) compositeur(s)          | Télévote | Place |
| ----- | ------------------ | -------------------------------------- | --------------------------------- | -------- | ----- |
| 1     | Kelly              | "Better Be Good to Me"                 | John Springate                    | 13,179   | 6     |
| 2     | Stephen Lee Garden | "That Old Feeling Again"               | Mike Moran                        | 14,447   | 5     |
| 3     | Thom Hardwell      | "Never Give Up"                        | Thom Hardwell                     | 3,540    | 8     |
| 4     | Emma               | "Give a Little Love Back to the World" | Paul Curtis                       | 97,625   | 1     |
| 5     | Les McKeown        | "Ball And Chain"                       | John Griggs                       | 15,171   | 4     |
| 6     | Simon Spiro        | "Face In The Crowd"                    | David Reilly                      | 5,551    | 7     |
| 7     | Kim Goody          | "Sentimental Again"                    | Mo Foster, Kim Goody              | 17,986   | 3     |
| 8     | John Miles         | "Where I Belong"                       | John Miles, Michael Scanlon-Pratt | 38,966   | 2     |

#### Discographie britannique
- Kelly - Better Be Good to Me: Loading Bay LBAY25 (B Side).
- Emma - Give a Little Love Back to the World: Big Wave BWR33 (7" Single)/BWRT33 (12" Single)/BWRCD33 (CD Single)/BWRC33 (Cassette).

## À l'Eurovision
Le concours de 1990 s'est déroulé au Koncertna dvorana Vatroslav Lisinski à Zagreb en Yougoslavie, le 5 mai. Emma était accompagné par plusieurs choristes, dont Miriam Stockley (plus tard choriste de Katrina and the Waves en 1997) et Sam Blue (qui a concouru contre Katrina and the Waves lors de la finale nationale de 1997). Bien que la chanson "Give a Little Love Back to the World" soit l'une des favorites, n'a réussi qu'à se hisser en sixième position avec 87 points.
Le jury britannique a attribué ses 12 points à la Belgique.

### Vote
| Score     | Pays                                     |
| --------- | ---------------------------------------- |
| 12 points | Belgique                                 |
| 10 points | - France - Israël - Suisse - Yougoslavie |
| 8 points  |                                          |
| 7 points  | Espagne                                  |
| 6 points  | - Irlande - Italie                       |
| 5 points  | Grèce                                    |
| 4 points  |                                          |
| 3 points  | - Chypre - Danemark - Luxembourg         |
| 2 points  |                                          |
| 1 point   | - Autriche - Allemagne                   |

| Score     | Pays        |
| --------- | ----------- |
| 12 points | Islande     |
| 10 points | Irlande     |
| 8 points  | Autriche    |
| 7 points  | Allemagne   |
| 6 points  | Suède       |
| 5 points  | Yougoslavie |
| 4 points  | Pays-Bas    |
| 3 points  | Luxembourg  |
| 2 points  | Portugal    |
| 1 point   | Espagne     |